# Patinatge de velocitat als Jocs Olímpics d'hivern de 2018
El patinatge de velocitat als Jocs Olímpics d'hivern de 2018 es va disputar a Gangneung (Corea del Sud) del 10 al 24 de febrer de 2018.

## Medaller
| Pos.  | País                       | Or | Plata | Bronze | Total |
| 1     | Països Baixos              | 7  | 4     | 5      | 16    |
| 2     | Japó                       | 3  | 2     | 1      | 6     |
| 3     | Noruega                    | 2  | 1     | 1      | 4     |
| 4     | Corea del Sud              | 1  | 4     | 2      | 7     |
| 5     | Canadà                     | 1  | 1     | 0      | 2     |
| 6     | Txèquia                    | 0  | 1     | 1      | 2     |
| 7     | Bèlgica                    | 0  | 1     | 0      | 1     |
| 8     | Atletes Olímpics de Rússia | 0  | 0     | 1      | 1     |
| 8     | Estats Units               | 0  | 0     | 1      | 1     |
| 8     | Itàlia                     | 0  | 0     | 1      | 1     |
| 8     | R.P. de la Xina            | 0  | 0     | 1      | 1     |
| Total | Total                      | 14 | 14    | 14     | 42    |

## Medallistes

### Homes
| Event                         | Or                                                                  | Or          | Plata                                                       | Plata    | Bronze                                                      | Bronze   |
| 500 m detalls                 | Håvard Holmefjord Lorentzen · Noruega                               | 34,41 RO    | Cha Min-kyu · Corea del Sud                                 | 34,42    | Gao Tingyu · R.P. de la Xina                                | 34,65    |
| 1000 m detalls                | Kjeld Nuis · Països Baixos                                          | 1:07,95     | Håvard Holmefjord Lorentzen · Noruega                       | 1:07,99  | Kim Tae-yun · Corea del Sud                                 | 1:08,22  |
| 1500 m detalls                | Kjeld Nuis · Països Baixos                                          | 1:44,01     | Patrick Roest · Països Baixos                               | 1:44,86  | Kim Min-seok · Corea del Sud                                | 1:44,93  |
| 5000 m detalls                | Sven Kramer · Països Baixos                                         | 6:09,76 RO  | Ted-Jan Bloemen · Canadà                                    | 6:11,616 | Sverre Lunde Pedersen · Noruega                             | 6:11,618 |
| 10000 m detalls               | Ted-Jan Bloemen · Canadà                                            | 12:39,77 RO | Jorrit Bergsma · Països Baixos                              | 12:41,98 | Nicola Tumolero · Itàlia                                    | 12:54,32 |
| Sortida en massa detalls      | Lee Seung-hoon · Corea del Sud                                      | 60          | Bart Swings · Bèlgica                                       | 40       | Koen Verweij · Països Baixos                                | 20       |
| Persecució per equips detalls | Noruega Håvard Bøkko · Simen Spieler Nilsen · Sverre Lunde Pedersen | 3:37,32     | Corea del Sud Lee Seung-hoon · Chung Jae-won · Kim Min-seok | 3:38,52  | Països Baixos Jan Blokhuijsen · Sven Kramer · Patrick Roest | 3:38,40  |

### Dones
| Event                         | Or                                          | Or         | Plata                                                           | Plata   | Bronze                                                        | Bronze  |
| 500 m detalls                 | Nao Kodaira · Japó                          | 36,94 RO   | Lee Sang-hwa · Corea del Sud                                    | 37,33   | Karolína Erbanová · Txèquia                                   | 37,34   |
| 1000 m detalls                | Jorien ter Mors · Països Baixos             | 1:13,56 RO | Nao Kodaira · Japó                                              | 1:13,82 | Miho Takagi · Japó                                            | 1:13,98 |
| 1500 m detalls                | Ireen Wüst · Països Baixos                  | 1:54,35    | Miho Takagi · Japó                                              | 1:54,55 | Marrit Leenstra · Països Baixos                               | 1:55,26 |
| 3000 m detalls                | Carlijn Achtereekte · Països Baixos         | 3:59,21    | Ireen Wüst · Països Baixos                                      | 3:59,29 | Antoinette de Jong · Països Baixos                            | 4:00,02 |
| 5000 m detalls                | Esmee Visser · Països Baixos                | 6:50,23    | Martina Sáblíková · Txèquia                                     | 6:51,85 | Natalya Voronina Atletes Olímpics de Rússia                   | 6:53,98 |
| Sortida en massa detalls      | Nana Takagi · Japó                          | 60         | Kim Bo-reum · Corea del Sud                                     | 40      | Irene Schouten · Països Baixos                                | 20      |
| Persecució per equips detalls | Japó Ayano Sato · Miho Takagi · Nana Takagi | 2:53,89 RO | Països Baixos Antoinette de Jong · Marrit Leenstra · Ireen Wüst | 2:55,48 | Estats Units Heather Bergsma · Brittany Bowe · Mia Manganello | 2:59,27 |